# Österreichische Plattform für Personalisierte Medizin
Die Österreichische Plattform für Personalisierte Medizin (ÖPPM) ist eine Vernetzungsplattform für all jene, die zur Erforschung und Umsetzung der Personalisierten Medizin in Österreich und darüber hinaus beitragen wollen.
Die ÖPPM wurde 2017 im Auftrag des Bundesministeriums für Bildung, Wissenschaft und Forschung (BMBWF) durch die drei Medizinischen Universitäten Wien, Graz und Innsbruck sowie das CeMM - Forschungszentrum für Molekulare Medizin der Österreichischen Akademie der Wissenschaften als gemeinnütziger Verein gegründet. Die ÖPPM wird durch Mittel des BMBWF gefördert.

## Ziele und Aufgaben
Ein vorrangiges Ziel der ÖPPM ist die Vernetzung aller Akteure über disziplinäre und sektorale Grenzen hinweg, um durch eine verstärkte strategische Zusammenarbeit die Auseinandersetzung mit dem Thema Personalisierte Medizin in Österreich, im europäischen und im internationalen Kontext voranzutreiben.
Die Plattform steht sowohl einzelnen Personen als auch Organisationen zur Mitgliedschaft offen. Durch eine aktive Kooperation der beteiligten Forschungseinrichtungen, Kliniken und Institutionen sollen die biomedizinische Grundlagenforschung, die klinische und die translationale Forschung in Österreich gefördert werden. Dies umfasst einerseits die akademische Forschung, die medizinische Praxis sowie die Aus- und Fortbildung.
Darüber hinaus werden die Auseinandersetzung mit gesellschaftlichen bzw. gesellschaftspolitischen Implikationen der Personalisierten Medizin und mit ethischen Fragestellungen sowie die Anregung einer breiteren öffentlichen Diskussion über Möglichkeiten und Risiken gefördert.
Die Plattform steht dabei in keinerlei Konkurrenz zu bestehenden Plattformen oder medizinischen Fachgesellschaften, sondern strebt danach, alle relevanten Akteure auf dem Gebiet miteinander zu vernetzen. Durch das Wirken der ÖPPM soll auch eine erhöhte Anschlussfähigkeit Österreichs an europäische Initiativen gefördert werden. Patientenberatung und das Betreiben von eigenen Forschungsprojekten, die in Konkurrenz zur Forschung der Mitglieder stehen, sind nicht Ziele der ÖPPM.

## Aktivitäten und Mitglieder
Unter den persönlichen Mitgliedern der Plattform befinden sich u. a. Experten aus den Bereichen Medizin, Biowissenschaften, Sozialwissenschaft, Wissenschaftskommunikation und Patienten-Vertretungen, welche ihre Expertise einbringen und damit die ÖPPM-Community bilden.
In den vier Arbeitsgruppen der ÖPPM können Mitglieder ihre Expertise einbringen und die unterschiedlichen Themen und Aspekte der Personalisierten Medizin bearbeiten sowie neue Ideen, Projekte und Initiativen gestalten:
- Grundlagen- und Translationale Forschung
- Infrastruktur und Technologie
- Gesellschaft und Ethik
- Klinische Anwendungen